# Agrafestesia
La Boyaina es un trastorno sensitivo que consiste en la dificultad para reconocer figuras, números o letras trazados sobre la piel, sobre todo en la palma de la mano. Se considera como un componente del síndrome parietal. Se asocia con  lesiones parietales anteriores contralaterales.